# Mantelpropeller

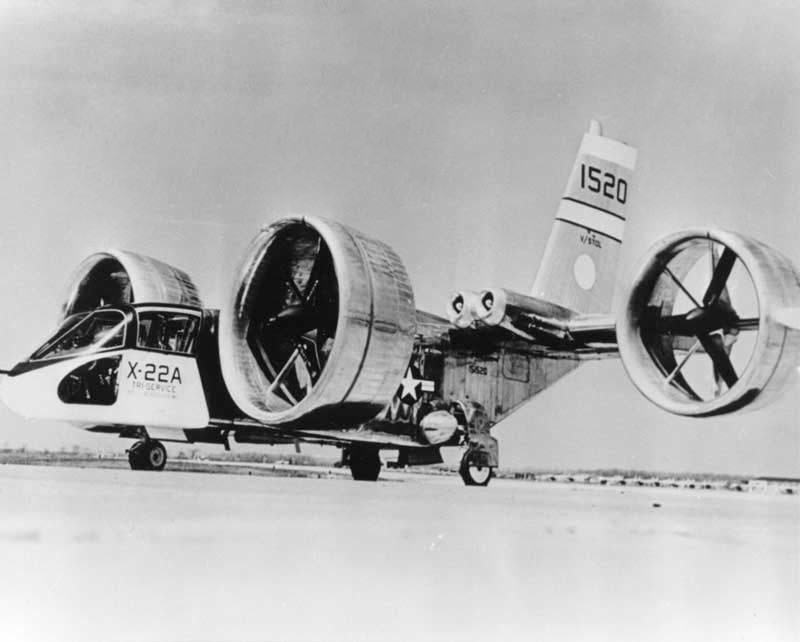
Bell X-22 mit Mantelpropellern für Vertikal- und Horizontalflug

Als Mantelpropeller (englisch ducted fan) wird eine Antriebseinrichtung bezeichnet, bei der eine speziell angepasste Form eines Propellers in einem zylindrischen Gehäuse eingebaut ist. Der Gewinn dieser Anordnung gegenüber einem „freifahrenden“ Propeller besteht darin, dass das Gehäuse die Schubverluste infolge von Verwirbelungen an den Blattspitzen des Propellers reduziert. Es wird die Leistung bezogen auf den Durchmesser erhöht, nicht jedoch die Effizienz des Propellers. Mantelpropeller werden als Antrieb in der Luftfahrt vielfältig eingesetzt, so z. B. bei Flugzeugen, Luftkissenfahrzeugen und flachgehenden Booten (Sumpfboote). Eine besondere Anwendungsform stellt der Fan eines Mantelstromtriebwerks dar.

## Geschichte
Die erste Erwähnung des Mantelpropellers findet sich 1918 in einer Patentschrift der Mercur Flugzeugbau GmbH. Hierin wird eine „Einrichtung zur Verbesserung des Wirkungsgrades von Luftschrauben“ beschrieben, die auf der Verwendung von Leitschaufeln mit verstellbarer Steigung und eines die Luftschraube umschließenden Rings basiert.
Vor dem Zweiten Weltkrieg ist vor allem die Stipa-Caproni bekannt geworden, ein fassförmiges Flugzeug, bei dem der Ring um den Propeller auch gleichzeitig den Rumpf bildete. Die Erfahrungen mit dieser Konstruktion flossen dann in den Entwurf der Campini-Caproni C.C.2 ein. Beide Entwürfe werden als Meilensteine auf dem Weg zur Entwicklung des Strahltriebwerks angesehen.
In den 1950er und 1960er Jahren bestanden die Anwendungen vorwiegend in der Verwendung als Schwenktriebwerke bei VTOL-Flugzeugen. Beispiele sind die Doak VZ-4, die Nord 500 und die Bell X-22. Erst in den 1970er Jahren wurde der Einbau in Flugzeuge der allgemeinen Luftfahrt in Betracht gezogen und auch umgesetzt.

## Technik

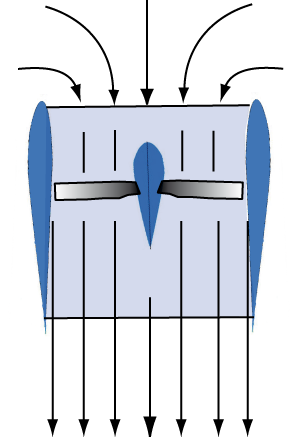
Prinzip des Mantelpropellers

Beim Mantelpropeller wird der Propeller (Rotor) mit einem profilierten Mantelring umgeben. Im Vergleich zum nicht ummantelten, „freifahrenden“ Rotor führt dies zu einer anderen Form der Durchströmung. Der Strahl der beschleunigten Luft wird nicht eingeschnürt, an den Eintrittslippen des Mantels entstehen Zonen mit verringertem Druck, die zum Schub beitragen. Im Idealfall erhöht sich dadurch der Standschub auf den doppelten Wert des freifahrenden Rotors. Da sich gleichzeitig aber auch der Massenfluss durch den Rotor erhöht, steigt auch die notwendige Antriebsleistung. Vergleicht man den freifahrenden und den ummantelten Rotor auf der Basis von gleich großen Eingangsleistungen, ist der Schubgewinn deutlich kleiner, kann jedoch immer noch bis zu 26 % betragen. In der praktischen Anwendung des Mantelpropellers wird der Gewinn im Schub oft dazu genutzt, den Durchmesser des Propellers unter Erhalt der Leistung und des Schubs eines freifahrenden Propellers zu verkleinern. Als zusätzliche Vorteile kommen hinzu, dass die Ummantelung des Propellers auch den Lärm reduziert und die Sicherheit erhöht.

## Anforderungen
Um die genannten Vorteile nutzen zu können, muss sich die erwünschte Strömungsform beim Betrieb sicher einstellen. Dazu muss zum einen der Rotor eines Mantelpropellers eine andere Form erhalten als ein normaler Propeller. Die Anzahl der Propellerblätter ist in der Regel ebenfalls deutlich größer. Der Propeller besitzt eine ungerade Anzahl von Blättern, um Resonanzschwingungen im Mantel zu vermeiden. Weiterhin muss der Spalt zwischen Rotorspitzen und Mantel sehr klein sein (max. etwa 1 % des Durchmessers), da sonst ein Druckausgleich um die Spitzen herum auftritt. Ansonsten kann eine Strömungsablösung im Mantel hinter dem Rotor erfolgen. Es muss also bei der Herstellung des Mantels mit sehr kleinen Fertigungstoleranzen gearbeitet werden.

## Nachteile
Speziell bei VTOL-Flugzeugen kann das zusätzliche Gewicht infolge des notwendigen Mantels samt Aufhängung und Antrieb des Rotors in seinem Inneren eine Reduzierung des Schubgewinns bedeuten und damit das Leistungsspektrum erheblich einschränken. Der volle Schubgewinn stellt sich nur im Stand ein. Im Vorwärtsflug wird der Rotor von vorne angeströmt, was zwangsläufig zu einer Verkleinerung des Schubgewinns führt. Um auch bei größeren Horizontalgeschwindigkeiten eine Strömungsablösung zu verhindern, ist eine angepasste Form des Einlaufbereichs des Mantels notwendig. Dies kann im Extremfall eine „variable Einlaufgeometrie“ erfordern. Hinzu kommt, dass der Mantel im Vorwärtsflug durch seine Oberfläche zusätzlichen Luftwiderstand erzeugt. Insgesamt haben diese Probleme dazu geführt, dass der Mantelpropeller in der Luftfahrt, außerhalb des Triebwerksbaus, nur in Einzelfällen Anwendung findet.

## Anwendungen
Weitaus am häufigsten wird in der Luftfahrt die Technik des Mantelpropellers bei Mantelstromtriebwerken in Form des Turbofans eingesetzt. Im deutschen Sprachgebrauch wird für diese besondere Form eines Mantelpropellers, wie im englischen, meistens der Begriff „Turbofan“ oder einfach „Fan“ verwendet. Eine einheitliche deutsche Übersetzung hierzu gibt es nicht, verwendet werden aber üblicherweise die Begriffe „Bläser“ oder „Gebläse“. Die Leistung für den Antrieb des Fans wird von einer Gasturbine bereitgestellt. Turbofan-Triebwerke werden heute bei praktisch allen größeren Passagierflugzeugen und vielen militärischen Flugzeugen verwendet. Der Mantelpropeller kann jedoch von jeder beliebigen Maschine, die Leistung über eine Welle abgeben kann, angetrieben werden.
Eine besondere Anwendung findet sich bei Helikoptern, wo der Mantelpropeller eingesetzt wird, um den Heckrotor zu ersetzen, der das aus dem Antrieb des Hauptrotor folgende Reaktions-Drehmoment ausgleicht. Hierbei ist der höhere Unfallschutz am Boden ein bedeutender Vorteil. Bekannt sind der Handelsname Fenestron für diese Bauform und dessen Anwendung z. B. beim Eurocopter EC 135.
Weiterhin wird das Prinzip des Mantelpropellers im Modellflug häufig angewandt, um vorbildähnliche Jet-Antriebe mit Elektromotoren zu imitieren. Dabei wird der Mantelpropeller von einem leistungsfähigen Brushless-Elektromotor angetrieben. Man spricht hier auch von einem Impeller. Der Wirkungsgrad ist in der Regel schlechter als mit einem konventionellen Propeller.

## Ausgewählte Anwendungen des Mantelpropellers bei Luftfahrzeugen
| Anwendungsziel                                                      | Typenbeispiel               | Einbauart                                                     |
| ------------------------------------------------------------------- | --------------------------- | ------------------------------------------------------------- |
| Erzeugung des Vortriebs bei Luftkissenfahrzeugen                    | LCAC                        | vertikal mit verstellbaren Blättern                           |
| Drehmomentausgleich und Erzeugung von Vortrieb bei Hubschraubern    | Sikorsky Piasecki X-49      | starr vertikal im Heckausleger                                |
| Drehmomentausgleich bei Hubschraubern                               | Eurocopter EC 135           | starr vertikal im Heckausleger                                |
| V/STOL-Fähigkeit                                                    | Lockheed Martin F-35        | starr horizontal hinter dem Cockpit                           |
| V/STOL-Fähigkeit                                                    | Bell X-22                   | beweglich an Starrflügel                                      |
| V/STOL-Fähigkeit                                                    | Nord 500 Cadet              | beweglich an Starrflügel                                      |
| V/STOL-Fähigkeit                                                    | Doak VZ-4                   | beweglich an Starrflügel                                      |
| STOL-Fähigkeit                                                      | Custer Channel Wing         | Starrflügel mit „halbem“ Mantelpropeller                      |
| Jetähnliches Flugverhalten in einem kolbenmotorgetriebenen Flugzeug | Rheinflugzeugbau Fantrainer | Starr vertikal im Rumpf integriert                            |
| STOL-Fähigkeit, verbesserte Sicht (270°) für Luftbildkartierung     | Edgley EA7                  | Starr vertikal im Rumpf integriert                            |
| Verminderung der Lärmemission                                       | Dowty Ducted Propulsor      | Ersatz der Originaltriebwerke an Britten-Norman BN-2 Islander |

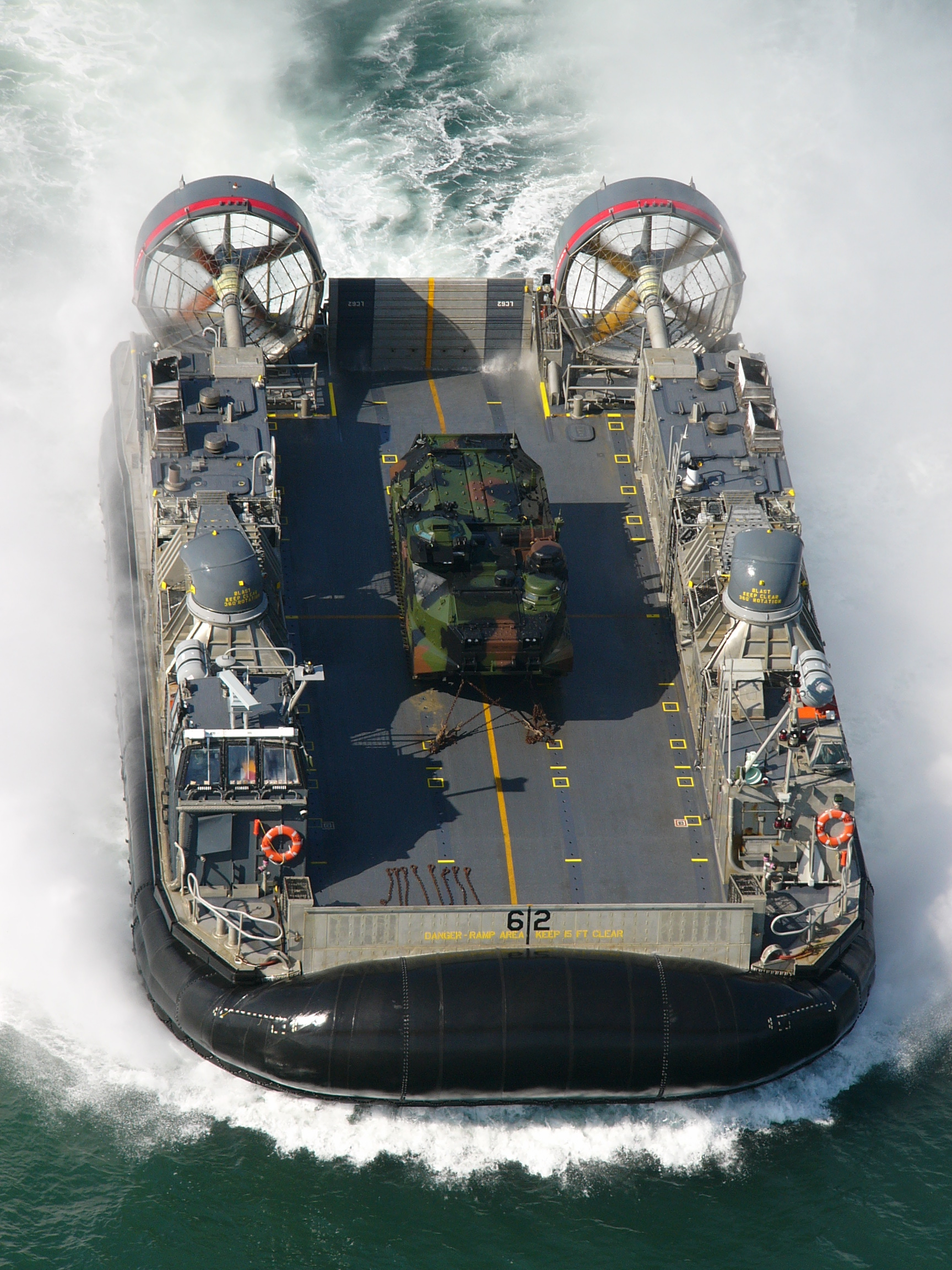
Amerikanisches Luftkissen-Landungsboot „LCAC“
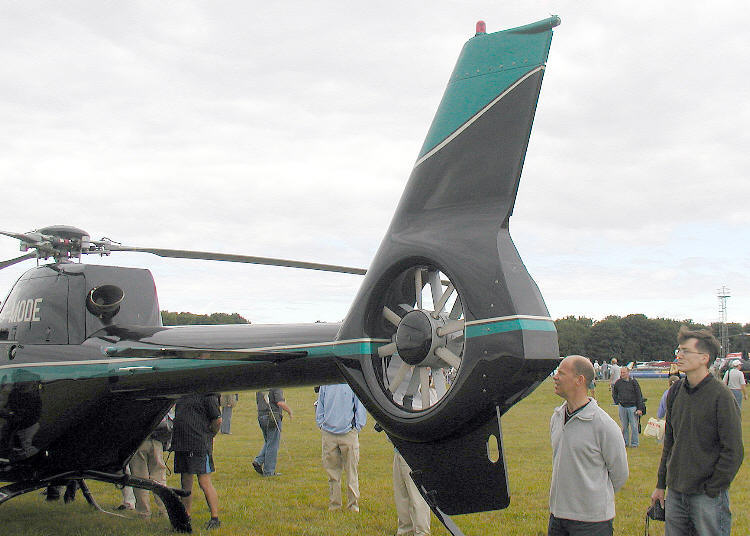
8-Blatt Fenestron an einem Eurocopter
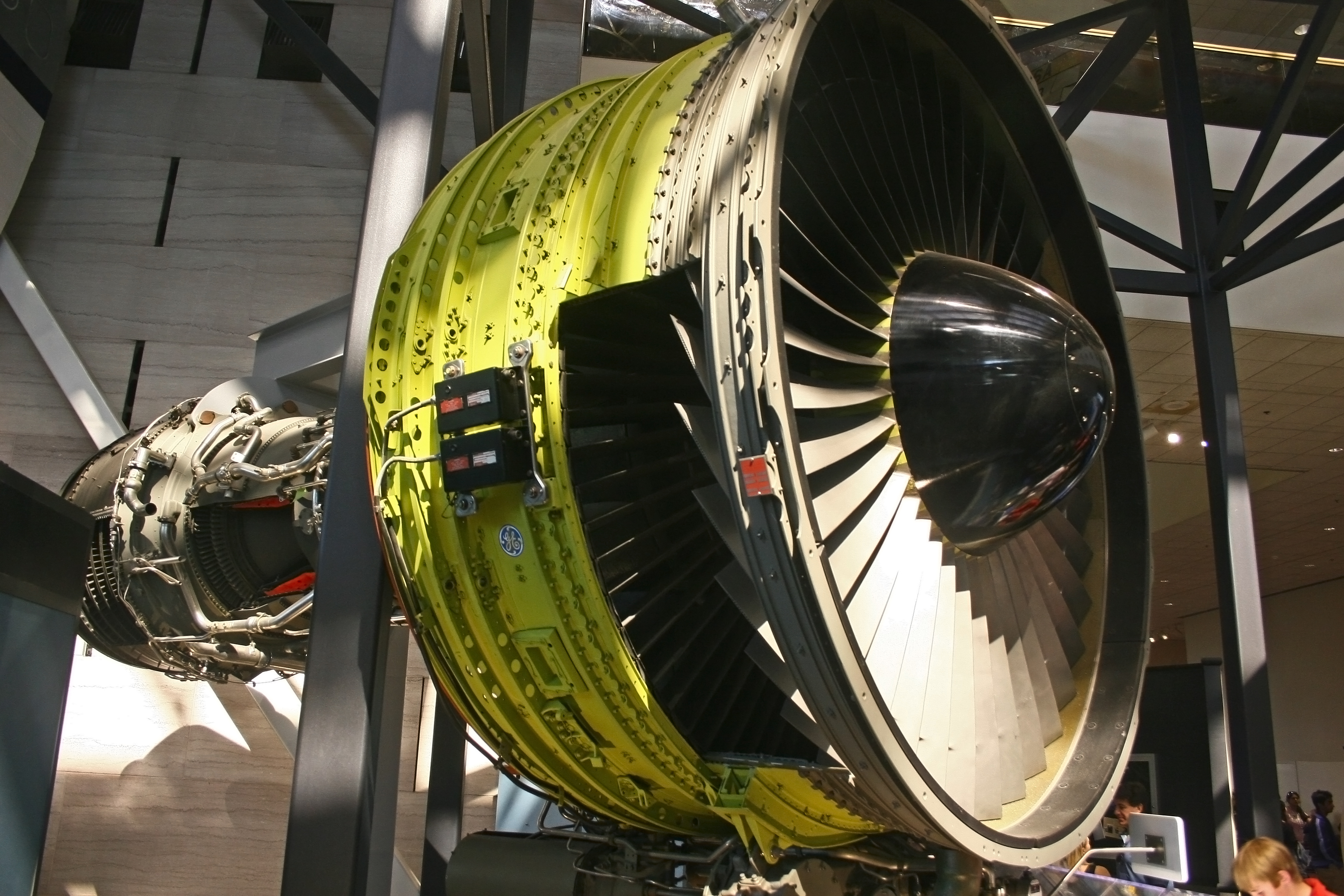
Der „Fan“ oder „Bläser“ besitzt einen deutlich größeren Durchmesser als der restliche Triebwerksteil (General Electric CF6)